# Ciudad Hidalgo (Chiapas)
Ciudad Hidalgo es una localidad mexicana situada en el estado de Chiapas, cabecera del municipio de Suchiate. Se ubica en el extremo sur de la entidad, en la frontera con Guatemala. Está localizada a orillas del río Suchiate que la separa de la ciudad guatemalteca de Tecún Umán (departamento de San Marcos). Es una de las poblaciones más meridionales de México.

## Historia
Lo que hoy es Ciudad Hidalgo fue fundada en el año de 1882, cuando se fijaron oficialmente los límites entre México y Guatemala, quedando la frontera fijada en el Río Suchiate, esto tuvo como consecuencia la cesión a la nación centroamericana de la entonces llamada Villa de Ayutla, hoy Tecún Umán, y habitantes mexicanos de ella que no quisieron perder su nacionalidad resolvieron cruzar el río y establecer una nueva población en México, en tierras de antigua Hacienda de Los Cerros en la margen derecha del Río Suchite.
La población recibió inicialmente el nombre de Mariscal, luego de Mariscal Suchiate y posteriormente de Suchiate; continúo creciendo y en el año de 1920 se le dio la categoría de Agencia municipal del municipio de Frontera Hidalgo y el 4 de julio de 1925 fue asecendida a la categoría de pueblo y se le constituyó en cabecera del nuevo municipio de Suchiate, ya separado de Frontera Hidalgo. Finalmente el 24 de julio de 1952 el gobernador Francisco J. Grajales la elevó a la categoría de ciudad, dándole desde entonces el nombre de Ciudad Hidalgo.